# Kim Hyun-sung
Kim Hyun-sung (Suwon, 27 de Setembro de 1989) é um futebolista profissional sul-coreano que atua como atacante no Busan IPark, medalhista de bronze em Londres 2012.

## Títulos
Coreia do Sul
- Olimpíadas de Londres 2012: Bronze